# Сельское поселение «Посёлок Морской»
Се́льское поселе́ние «Посёлок Морской» — муниципальное образование в Охотском районе Хабаровского края Российской Федерации.
Административный центр — посёлок Морской.

## История
Статус и границы сельского поселения установлены Законом Хабаровского края от 28 июля 2004 года № 208 «О наделении посёлковых, сельских муниципальных образований статусом городского, сельского поселения и об установлении их границ».

## Население
| 2010 | 2011 | 2012 | 2013 | 2014 | 2015 | 2016 |
| ---- | ---- | ---- | ---- | ---- | ---- | ---- |
| 180  | ↘178 | ↘165 | ↘152 | ↘134 | ↘122 | ↘111 |
| 2017 | 2018 | 2019 | 2020 | 2021 |      |      |
| ↗154 | ↗247 | ↗280 | ↘253 | ↘112 |      |      |

## Состав сельского поселения
| № | Населённый пункт | Тип населённого пункта          | Население |
| - | ---------------- | ------------------------------- | --------- |
| 1 | Морской          | посёлок, административный центр | ↘112      |